# Animal Magnetism (Scorpions)
Animal Magnetism è il settimo album in studio del gruppo musicale tedesco Scorpions, pubblicato nel 1980 dalla Mercury Records e prodotto da Dieter Dierks.

## Descrizione
L'album venne registrato a Colonia nel giro di pochi mesi a cavallo fra il 1979 e il 1980 e ci presenta un Matthias Jabs estremamente virtuoso negli assoli e grintoso nei duetti con Rudolf Schenker, finalmente libero di esprimersi dopo essere stato leggermente offuscato dal ritorno momentaneo di Michael Schenker nel precedente album. Animal Magnetism segue la scia di Lovedrive e prosegue il cammino degli Scorpions verso il genere Heavy metal radiofonico ma si rivela carente di brani vincenti. Anche per questo album venne applicata la censura della copertina che presentava una ragazza inginocchiata davanti ad un uomo nel gesto malizioso di incominciare un rapporto orale, rapporto che poi sorprendentemente (nel retro copertina) sembrerebbe iniziare col cane seduto a fianco della ragazza, giustificando così il titolo dato all'album. Anche Animal Magnetism, come tutti gli album degli Scorpions pubblicati fino a quel momento, è stato rimasterizzato nel 2001 ed integrato del brano Hey You che già aveva visto la luce come singolo nel 1980 ma che poi non era stato inserito nella track-list dell'album.
L'album non venne accolto positivamente dalla critica inizialmente perché giudicato meno vivace e potente rispetto ai precedenti, ma divenne in seguito un grande successo tra i fan, soprattutto negli Stati Uniti, dove sarà certificato disco d'oro e platino. Proprio durante la loro prima tournée americana avvenuta l'anno precedente per promuovere l'album Lovedrive, la band trovo l'ispirazione per incidere questo album.

## Tracce
1. Make It Real – 3:49 (Schenker, Rarebell)
2. Don't Make No Promises (Your Body Can't Keep) – 2:57 (Jabs, Rarebell)
3. Hold Me Tight – 3:58 (Schenker, Meine, Rarebell)
4. Twentieth Century Man – 3:02 (Schenker, Meine)
5. Lady Starlight – 6:15 (Schenker, Meine)
6. Falling in Love – 4:10 (Rarebell)
7. Only a Man – 3:34 (Schenker, Meine, Rarebell)
8. The Zoo – 5:28 (Schenker, Meine)
9. Animal Magnetism – 5:57 (Schenker, Meine, Rarebell)

Durata totale: 39:10
Bonus Tracks 2001
1. Hey You – 3:48 (Meine, Rarebell)

## Formazione
- Klaus Meine - voce
- Rudolf Schenker - chitarra
- Matthias Jabs - chitarra
- Francis Buchholz - basso
- Herman Rarebell - batteria

## Classifiche

### Classifiche settimanali
| Classifica (1980) | Posizione massima |
| ----------------- | ----------------- |
| Canada            | 76                |
| Germania          | 12                |
| Regno Unito       | 23                |
| Stati Uniti       | 52                |
| Svezia            | 37                |

### Classifiche di fine anno
| Classifica (1980) | Posizione |
| ----------------- | --------- |
| Germania          | 44        |

## Curiosità
- La traccia che dà il nome all'album, Animal Magnetism, è stata utilizzata nella colonna sonora del film The Wrestler nel 2008.
- "Don't stop at the top" è stata usata come canzone d'ingresso del wrestler Shane Douglas